# هوتسولکا
هوتسولکا (به اوکراینی: Гyцyлкa) یک رقص محلی محبوب اوکراینی از جنوب غربی اوکراین است. این رقص توسط آماتورها، گروه‌های حرفه‌ای رقص اوکراینی و سایر اجراکنندگان رقص‌های محلی اجرا می‌شود.
هوتسولکا یا ورخوینکا از بستگان موسیقایی کولومیکا هستند، با یک تفاوت. آنها معمولاً شامل یک مقدمۀ تغزلی آهسته در میزان ۶/۸ یا ۳/۴ هستند و به دنبال آن یک کولومیکا معمولی.
این رقص تا به امروز در هر عروسی هوتسول اجرا می‌شود. والدین حتی به کودکان بسیار خردسال نیز نحوۀ رقصیدن را آموزش می‌دهند تا سنت‌های قدیمی را حفظ کنند، زیرا این بخش بزرگی از فرهنگ هوتسول‌ها است.